# Rotterdam Open 1980
Il Rotterdam Open 1980, conosciuto anche come ABN AMRO World Tennis Tournament 1980 per ragioni di sponsorizzazione, è stato un torneo di tennis giocato sul sintetico indoor. È stata l'7ª edizione del Rotterdam Open facente parte del Volvo Grand Prix 1980. Si è giocato all'Ahoy Rotterdam indoor sporting arena di Rotterdam in Olanda Meridionale, dal 10 al 16 marzo 1980.

## Campioni

### Singolare
Heinz Günthardt ha battuto in finale  Gene Mayer con il punteggio di 6–2, 6–4

### Doppio
Vijay Amritraj /  Stan Smith hanno battuto in finale  Bill Scanlon /  Brian Teacher con il punteggio di 6–4, 6–3